# Memetics
Lan truyền học (hay tên tiếng Anh là Memetics) là một ngành khoa học khái niệm và ý thức hệ dựa trên mối tương quan với học thuyết tiến hóa Darwin. Những người khởi xướng mô tả lan truyền học như một dạng các kiểu hình tiến hóa biến đổi khái niệm ý thức hệ. Lan truyền học mô tả cách một khái niệm có thể được nhận thức, mà không cần tính thực tế. Những nhà phê bình cho rằng học thuyết này "chưa được kiểm chứng, thiếu sự ủng hộ hoặc thiếu chính xác". đã thất bại trong việc trở thành một xu hướng tiến hóa ý thức hệ khi cộng đồng nghiên cứu đã yêu thích những kiểu hình mà nằm ngoài khái niệm của sự lan truyền ý thức hệ (được gọi là "meme"), chủ yếu nhắm tới gene-culture co-evolution instead.
Thuật ngữ meme (hay Nhận Thức Lan Truyền) được nhắc tới trong cuốn sách The Selfish Gene của Richard Dawkins, nhưng Dawkins sau đó đã tự tách bản thân mình khỏi lĩnh vực nghiên cứu. Liên quan tới gene, nhận thức lan truyền được hiểu như một dạng "đơn vị ý thức hệ" (một khái niệm, niềm tin, khuôn mẫu hành vi, vv.) mà "được nắm giữ" trong ý thức hệ của một hay nhiều hơn cá thể, và có thể tự nhân bản chính nó thông qua việc lan truyền từ lối suy nghĩ của cá nhân này sang cá nhân khác. Do đó những gì liên quan tới một cá thể ảnh hưởng tới cá thể khác trong việc tiếp nhận một niềm tin được xem như một dạng tái bản khái niệm lan truyền trên một vật chủ mới. Cùng với gene học, nằm dưới một góc nhìn của phái Dawkins, tính thực hữu của một nhận thức lan truyền có thể dựa vào ảnh hưởng của nó tới vật chủ.